# 취안강구

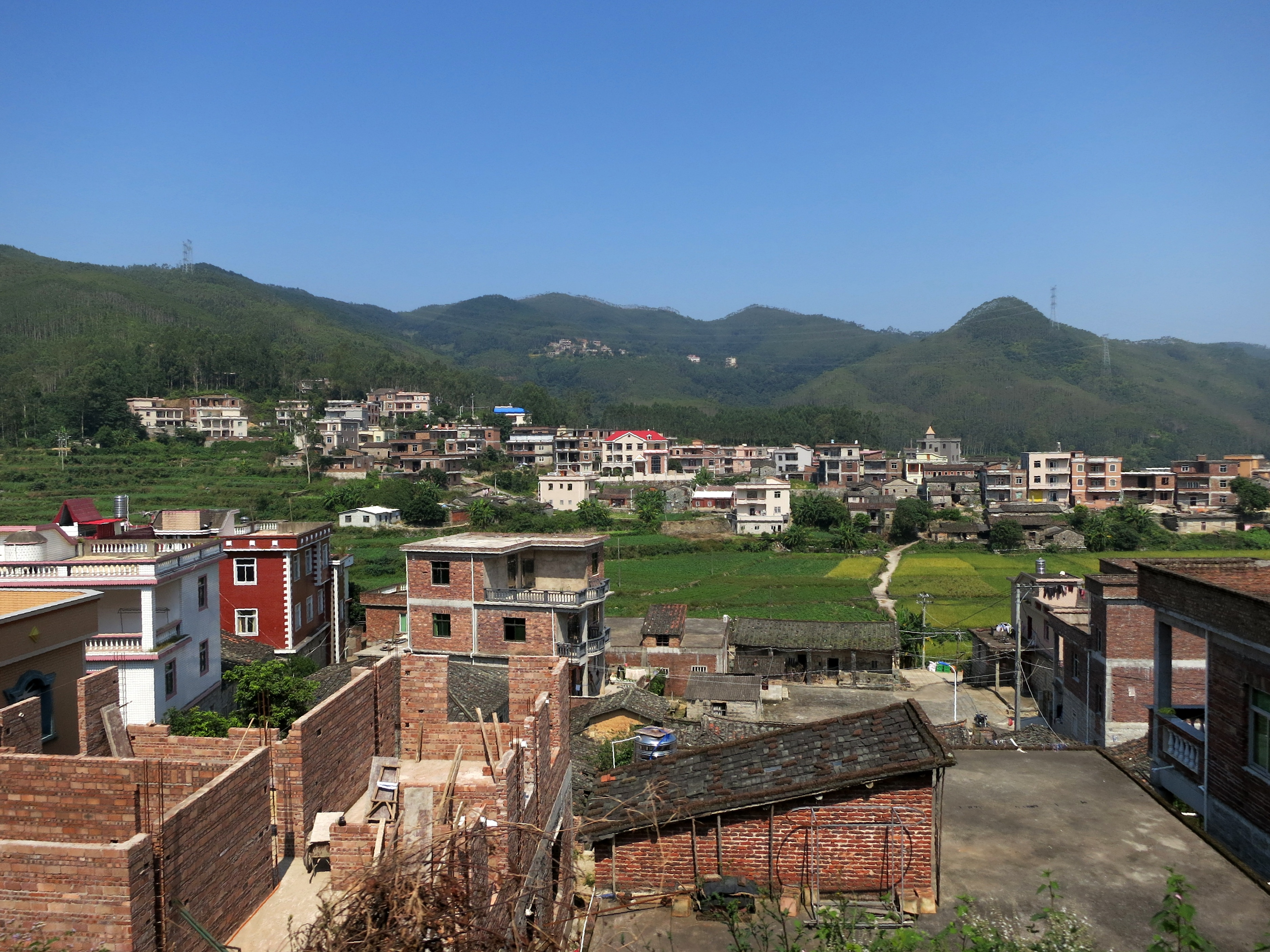

취안강구(한국어: 천항구, 중국어: 泉港區, 병음: Quángǎng Qū)는 중화인민공화국 푸젠성 취안저우시의 현급 행정구역이다. 넓이는 326km2이고, 인구는 2007년 기준으로 370,000명이다.

## 행정 구역
1개 가도, 6개 진을 관할한다.
- 가도: 산요 가도(山腰街道).
- 진: 후룡진(後龍鎭), 남포진(南埔鎭), 도령진(涂嶺鎭), 전황진(前黃鎭), 봉미진(峰尾鎭), 계산진(界山鎭).